# دهستان نایبند
دهستان نایبند، یکی از دهستان‌های بخش چاه‌مبارک شهرستان عسلویه در استان بوشهر ایران است. مرکز این دهستان، روستای زبار است.

## پیشینه نام
نابند یا ناوبند= ناو + بند که از بنادر قدیم ایرانی است؛ ناو به معنای محل عبور آب چون ناودان است، همچنین ناو به معنای کشتی نیز هست.
نایبند امروز و نابند و ناوبند قدیم جغرافیایی خلیجی‌شکل دارد و این خلیج که بخش وسیعی از آن کوهستانی نیز هست، لنگرگاه مناسبی برای کشتی‌های بازرگانی قدیم به‌خصوص در ایام توفان فراهم می‌کرده‌است؛ همچنین نزدیکی ناوبند با آب‌انبارهای چشمه بیدخون برخی از دریانوردان را به برداشت آب از آب‌انبارهای پایین دست چشمه ناگزیر می‌کرده‌است.
نایبند که یاقوت‌حموی نابند یا ناوپد می‌خواندش و مقدسی نابند آورده‌است و به‌معنی پناهگاه یا حافظ کشتی هاست؛ بد، پت یا پات به معنای حفاظت و نگهبانی است. 
پس نایبند، ناوبند، نابند، نابد، نهبد=نه+بد:نه‌پد= نه‌پات مکان محافظت‌کننده نیز معنا می‌دهد.

## جمعیت
بر پایه سرشماری عمومی نفوس و مسکن در سال ۱۳۹۵، جمعیت دهستان نایبند برابر با ۵٬۶۲۵ نفر بوده‌است.